# Michael Jackson
Michael Joseph Jackson (29. srpna 1958 Gary, Indiana – 25. června 2009 Los Angeles, Kalifornie) byl americký popový zpěvák, skladatel, tanečník, choreograf, producent a mecenáš afroamerického původu. Zařadil se na třetí místo nejprodávanějších interpretů po skupině The Beatles a zpěvákovi Elvisi Presleym. Jeho desky Thriller (1982), Bad (1987), Dangerous (1991) a HIStory (1995) patří mezi nejvýznamnější v oblasti pop music. Album Thriller je s výrazným náskokem nejprodávanějším albem všech dob, prodalo se ho 110 milionů kusů. Jackson je označován za „Krále popu“ („The King of Pop“) a za jednu z nejslavnějších osob historie. V roce 2006 byl zapsán do Guinnessovy knihy rekordů jakožto nejúspěšnější interpret všech dob. Byl zástupcem konvenčního popu a taneční hudby, vycházející ze soulu. Kromě svého charakteristicky vysokého hlasu, rytmického cítění a tanečních schopností byl znám i jako velký perfekcionista. Za svoji kariéru získal celkem 13 cen Grammy a 26 cen American Music Award.

## Život a umělecká kariéra

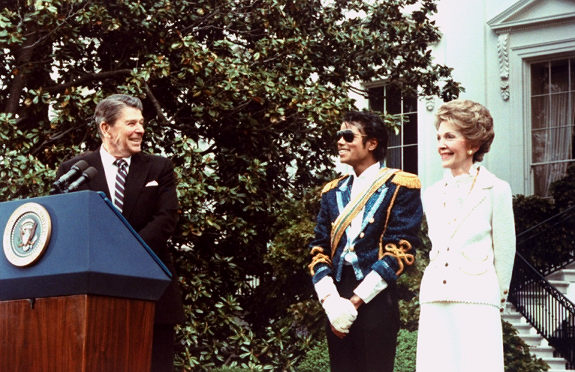
Michael Jackson dostává cenu z rukou amerického prezidenta Ronalda Reagana, Bílý dům, 1984

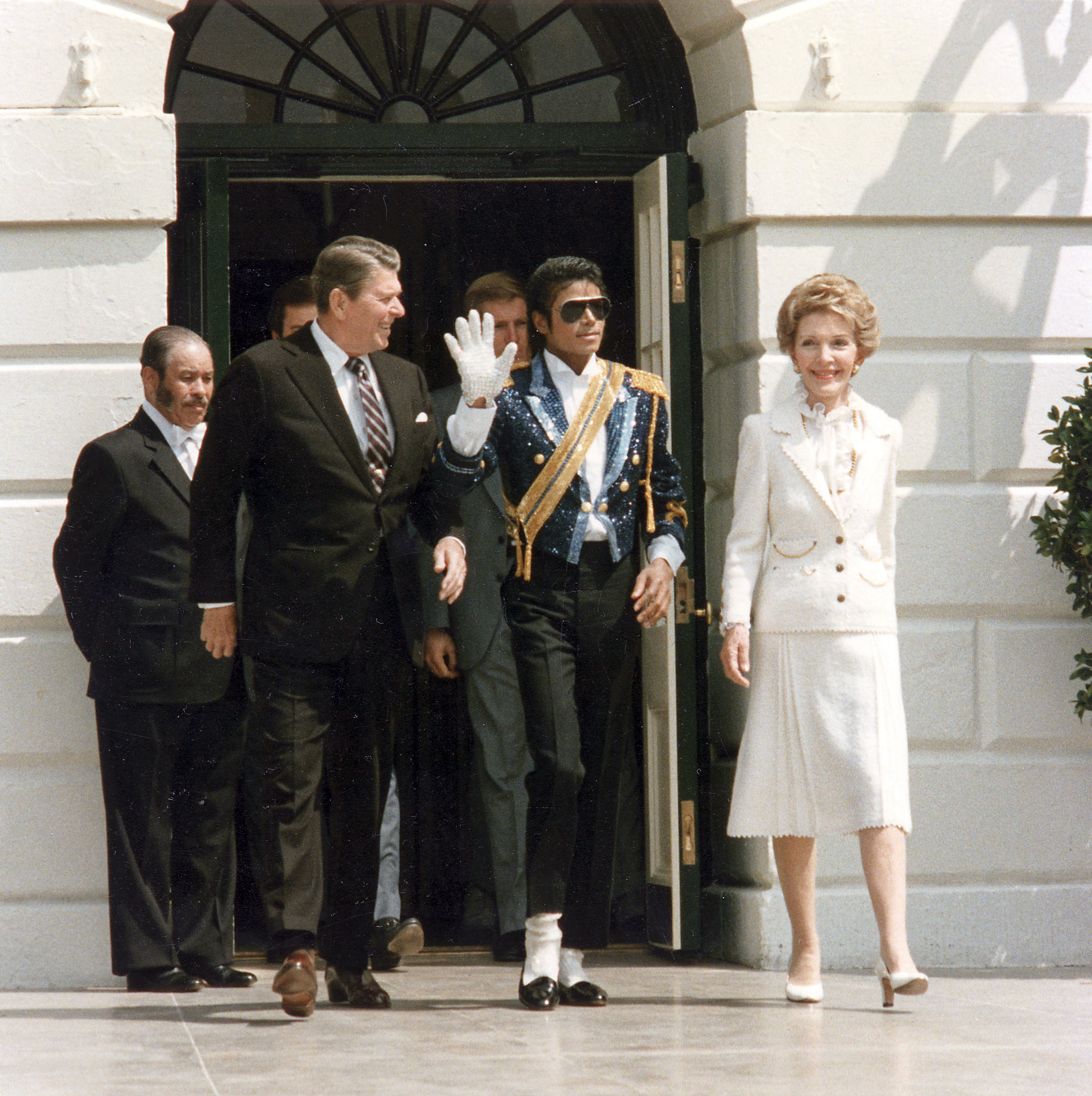
Michael Jackson s americkým prezidentem Ronaldem Reaganem, Bílý dům, 1984

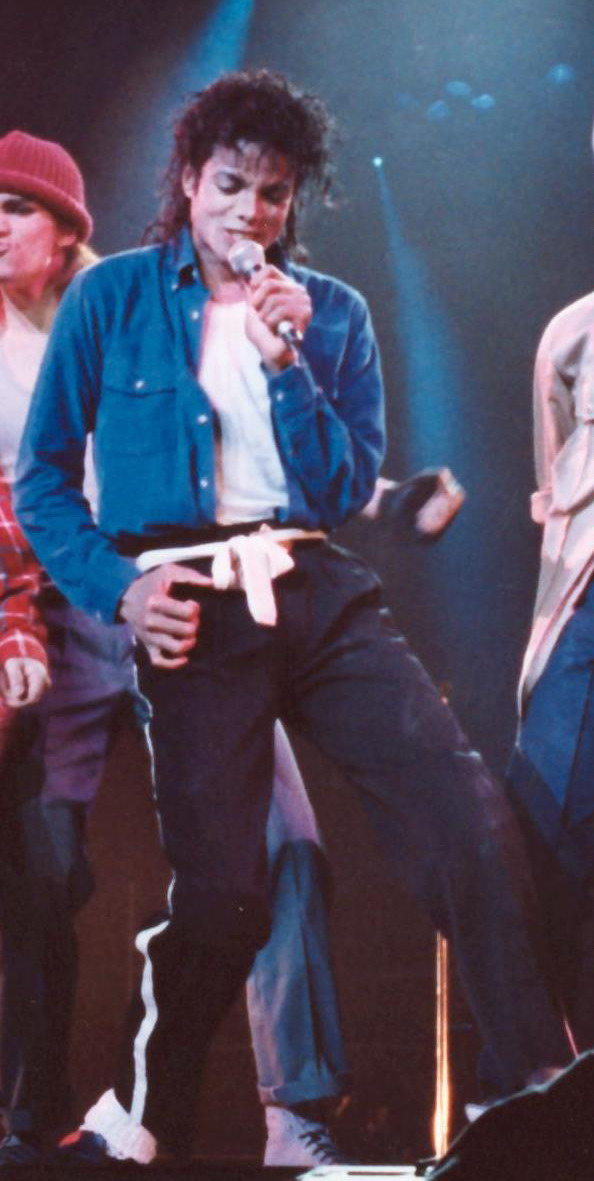
Michael Jackson v roce 1988

Narodil se 29. srpna 1958 ve městě Gary ve státě Indiana Joeovi a Katherine Jacksonovým jako v pořadí sedmé dítě. Kromě něj měli ještě dalších devět dětí – dcery Rebbie, La Toyu a Janet a syny Jackieho, Tita, Jermaina, Marlona, Randyho a Brandona Davida, který však zemřel krátce po narození.
Již od útlého věku byl Michaelovým vzorem černošský zpěvák Frankie Lymon.
Za počátek Michaelovy kariéry se pokládá rok 1964, kdy se společně se svým bratrem Marlonem přidal ke skupině The Jackson 5, ve které již působili jejich bratři Jackie, Tito a Jermaine. Brzy se Michael stal nejmladším leaderem této skupiny. V roce 1969 skupina prorazila a vydala své první LP. V té době bylo Michaelovi 11 let. V pozdější době přišel zlom. Michael i skupina The Jackson 5 už nechtěli vydávat alba pod společností Motown Records a proto z ní v roce 1976 odešli a přidali se k nahrávací společnosti Epic Records. Zde také skupina změnila svůj název z The Jackson 5 na The Jacksons, protože Motown Records tvrdil, že původní název The Jackson 5 je „jejich“. Se svými bratry Michael naposledy vystoupil na turné v roce 1985.
Sólovou kariéru zahájil v roce 1971, kdy vydal svou první baladu Got to Be There. Tuto píseň přidal v lednu 1972 na stejnojmenné album. Dále Michael vydal alba Ben, Music & Me a Forever, Michael. Tyto alba vydal pod společností Motown Records. První autorskou desku s názvem Off the Wall vydal v roce 1979. Projekt vzal za svůj jeden z nejvlivnějších hudebních producentů Quincy Jones a odstartoval tak Jacksonovu hvězdnou kariéru. Následující Thriller – nejprodávanější album všech dob – vydal tandem Jackson – Jones o tři roky později. Revoluční videoklip k titulní písni udal novou normu videoklipu jako takového. V roce 1983 předvedl Jackson při výroční show společnosti Motown na živo svou první sólovou taneční sestavu (včetně legendárního Moonwalku) k písni Billie Jean, čímž se vyprofiloval jako nejnadanější hudební performer své doby. Následovalo Bad – druhé nejprodávanější album všech dob. Album je výrazně kratší než Thriller, což bylo způsobeno Jacksonovým požadavkem novějšího a průbojnějšího zvuku alba – mnoho písní z té doby zůstalo dodnes nezařazených. Následující album Dangerous představuje zlom v Jacksonově kariéře. Odpoutal se od dosavadní spolupráce s Quincym Jonesem a výrazně proměnil „sound“ svých písní. Důležitou roli v tomto procesu hrál tzv. beatbox – Jacksonovy hlasové dispozice byly natolik pestré, že obsáhly nejen vokální linku, ale rovněž většinu hudebního doprovodu. Následovalo album HIStory: Past, Present and Future, Book I, ve kterém Jackson posílil roli elektroniky a výrazně propracoval zapojení svého hlasu, coby bicího nástroje. Samostatnou kapitolu tvoří film-videoklip Ghosts z roku 1997, na kterém Jackson spolupracoval s režisérem Stanem Winstonem, který je dokladem Jacksonova choreografického perfekcionismu. Následující album Blood on the Dance Floor: HIStory in the Mix vzniklo z popudu Sony Music, která chtěla zpěváka dostat do diskotékových síní. Ač album obsahuje pět původních písní, většina tvoří remixy starších hitů a Jackson se s touto koncepcí nikdy zcela nespokojil. Album Invincible tak mělo být navázáním na Dangerous a HIStory. Jackson nikdy nepřestal sledovat nové trendy v oblasti zvukové techniky, čehož je právě Invincible skvělým dokladem. Jacksonova nahrávací společnost Sony Music však neměla zájem[zdroj?] o to, aby album Invincible mělo komerční úspěch, potřebovala Jacksona izolovat od finančních příjmů, aby byl nucen jí odprodat svůj podíl ve firemním ATV katalogu. Z alba Invincible vyšel jen jeden singl (You Rock my World) a natočil se pouze jeden videoklip. I tak se alba prodalo úctyhodných 10 milionů nosičů. Tento spor se Sony v podstatě ukončil Jacksonovu kariéru, ten plánoval comeback u jiné nahrávací společnosti v roce 2008.
Jackson připravoval koncertní turné „This Is It“, které mělo začít 13. července 2009. Měl vyprodaných 50 koncertů v londýnské O2 Aréně, avšak ještě před začátkem turné zemřel.
Za album Thriller získal 8 cen Grammy. Celkem jich za svého života získal 13. American Music Award mu udělili titul Umělec století. Album Thriller získalo zápis do Guinnessovy knihy rekordů jako nejprodávanější album všech dob. Jako jeden z mála umělců byl Jackson dvakrát přijat do rockenrolové síně slávy. Má také 2 hvězdy na hollywoodském chodníku slávy – první jakožto člen The Jackson 5, druhou jakožto sólový zpěvák. V roce 2008 album Thriller přijala knihovna amerického Kongresu do svých sbírek pro jeho nezpochybnitelný kulturní význam. Michael Jackson je považován za „Krále popu“ („The King of Pop“). Toto označení (které mu dala jeho dlouholetá přítelkyně Elizabeth Taylorová, konkrétně „král popu, rocku a soulu“) je však pro Michaela Jacksona omezující, ve své tvorbě obsáhl mnohem více žánrů, například již zmíněný rock a soul, dále R&B, funk, new jack swing a také například prvky gospelu či rappu.
Neopomenutelný je jeho talent pro tanec a pohyb všeobecně. Michael Jackson se nikdy neučil tančit, ale přesto je nazýván druhým Fredem Astairem. Mimo jiné výborně stepoval.
Michael od útlého věku velice trpěl výchovou svého otce. Má se za to, že jeho otec Joe používal staromódní výchovné metody, že své děti často bil. Michael se mu také stal terčem posměchu kvůli svému nosu a otec mu začal říkat „Velký nos“. Jeho matka Katherine tyto metody neschvalovala a svého syna vždy zahrnovala láskou. Michael se proto vždy přidával na její stranu. V roce 2007 uvedl, že při domovních zkouškách, které měl před školou i po ní, držel jeho otec v ruce pásek a když někdo ze skupiny The Jackson 5 něco pokazil, dostal jím. Na druhou stranu se mu to vyplatilo, protože takhle vytvořil jedinečného „Krále popu“.

### Spolupráce s Pepsi
V 80. letech Jackson spolupracoval s firmou Pepsi, která jej sponzorovala, a natočil pro ni několik reklamních videí. Na jednom z nich, v němž zazněl hudební motiv upravené skladby Billie Jean, se pracovalo za účasti úplné sestavy skupiny Jacksons, a to 27. ledna 1984 v Shrine Auditorium v Los Angeles před 3 tisíci fanoušků. Chybnou časovou koordinací došlo v Jacksonově těsné blízkosti k předčasnému odpálení pyrotechniky, která byla součástí speciálních efektů reklamy. Došlo ke vznícení Jacksonových vlasů, což umělec nezaregistroval a pokračoval v produkci. Po několika sekundách plamen uhasili Jacksonovi spoluhráči, přesto umělec utrpěl popáleniny 2. a 3. stupně na hlavě. Jiné verze na motivy (Billie Jean a Bad) se již obešly bez komplikací.

### Spolupráce s dalšími interprety
Jackson nazpíval mnoho skladeb s různými interprety (kromě svých bratrů): Janet Jacksonová (Scream), Diana Rossová (Ease On Down The Road, Eaten Alive), Paul McCartney (Say, Say, Say, The Girl Is Mine, Man), Stevie Wonder (Just Good Friends, Get It), 3T (Michaelovi synovci – I Need You, Why), USA for Africa – United Support of Artists for Africa (We Are the World), Mick Jagger (State Of Shock), Freddie Mercury (State Of Shock, There Must Be More To Life Than This), Eddie Murphy (Whatzupwitu), Siedah Garrett (I Just Can't Stop Loving You, Man in the Mirror), Rockwell (Somebody's Watching Me), Britney Spears (The Way You Make Me Feel), will.i.am (The Girl Is Mine 2008, P.Y.T. 2008, Wanna Be Startin’ Somethin’ 2008), Akon (Wanna Be Startin’ Somethin’ 2008, Hold My Hand), Fergie (Beat It 2008), Paul Anka (This Is It), Barry Gibb (All In Your Name), The Notorious B.I.G. (This Time Around, Unbreakable), Boyz II Men (HIStory), Heavy D (Jam), Wreckx-N-Effect (She Drives Me Wild), Shaquille O'Neal (2 Bad)

### Hudba pro filmy a seriály
Jackson se spolupodílel i na hudební stránce početných filmů, seriálů a videoher (Zachraňte Willyho!, Zachraňte Willyho 2, Simpsonovi, E.T. – Mimozemšťan, Moonwalker, Kapitán EO, Čaroděj, Safari, Superman, Sonic the Hedgehog 3, …).

### Coververze skladeb Michaela/sourozenců
Z některých skladeb Jacksona, resp. sourozenecké skupiny vznikly i coververze různých kvalit – Mariah Carey: „I’ll be there“; Weird Al Yankovic: „Fat“, „Eat It“ a jiné.

## Humanitární aktivity a reflexe společenských problémů v tvorbě
Michael Jackson se aktivně (osobně i finančně) podílel na mnohých humanitárních akcích a projektech. Roku 1984 věnoval částku 1,5 milionu dolarů, kterou získal z mimosoudního vyrovnání s Pepsi po nehodě z natáčení reklamního videa, nemocnici Brotman Medical Center v Culver City v Kalifornii, kde byl ošetřován na oddělení popálenin (později bylo pojmenováno Michael Jackson Burn Center). V roce 1985 spolupracoval s Lionelem Richiem na charitativním singlu We Are the World, který se stal jedním z nejúspěšnějších v historii (prodáno téměř 20 milionů kusů a miliony dolarů byly věnovány na pomoc proti hladomoru). Výnos z prodeje nahrávky písně Man in the Mirror, která byla realizována roku 1988, šel na podporu Camp Ronald McDonald for Good Times věnující se dětem, které trpí rakovinou. V roce 1992 založil charitativní organizaci Heal the World Foundation (Uzdravme svět), která zpřístupnila dětem Neverland a posílala do světa miliony dolarů na pomoc válkami a nemocemi ohroženým lidem. Vzdával se honorářů (např. svého podílu z výnosu Victory Tour skupiny The Jacksons v roce 1984, zisku z Dangerous World Tour o 69 koncertech v letech 1992–1993) atd. Za svůj život podpořil Michael Jackson přes 73 charitativních organizací a na charitativní účely daroval více než 300 milionů dolarů.
Texty mnohých svých písní poukazoval na aktuální společenské problémy, které se ho mnohdy týkaly osobně – na rasismus a jiné sociální nerovnosti, násilí, hladomor, zneužívání drog, na HIV/AIDS v době, kdy bylo téma stále kontroverzní, na ničení životního prostředí nebo i na mediální manipulaci (Black or White, Gone Too Soon, Heal the World, Earth Song, USA For Africa (United Support of Artists for Africa): We Are the World, Will You Be There, Tabloid Junkie, Scream, Money, They Don’t Care About Us, Little Susie, The Lost Children…).
Za charitativní činnost dostal 14. května 1984 cenu z rukou amerického prezidenta Ronalda Reagana a za podporu 39 charitativních institucí byl připsán do Guinnessovy knihy rekordů. V roce 2004 byl ve Washingtonu vyznamenán cenou od The African Ambassadors’ Spouses Association za celosvětové humanitární úsilí, které zahrnovalo i finanční přispívání charitativním organizacím bojujícím proti hladomoru v Africe. Po Jacksonově smrti navrhla demokratická kongresmanka z Texasu Sheila Jackson Lee ve Sněmovně reprezentantů projednání rezoluce, která měla Jacksonovi přiznat (mimo jiné za mimořádné humanitární aktivity) status americké legendy. Kvůli eventuálním kontroverzím, jež by mohla rezoluce způsobit, však byla zamítnuta. Posmrtně byl Jackson za humanitární aktivity vyznamenán v Rakousku cenou Save the World Award, kterou převzal jeho bratr Jermaine.

## Osobní život

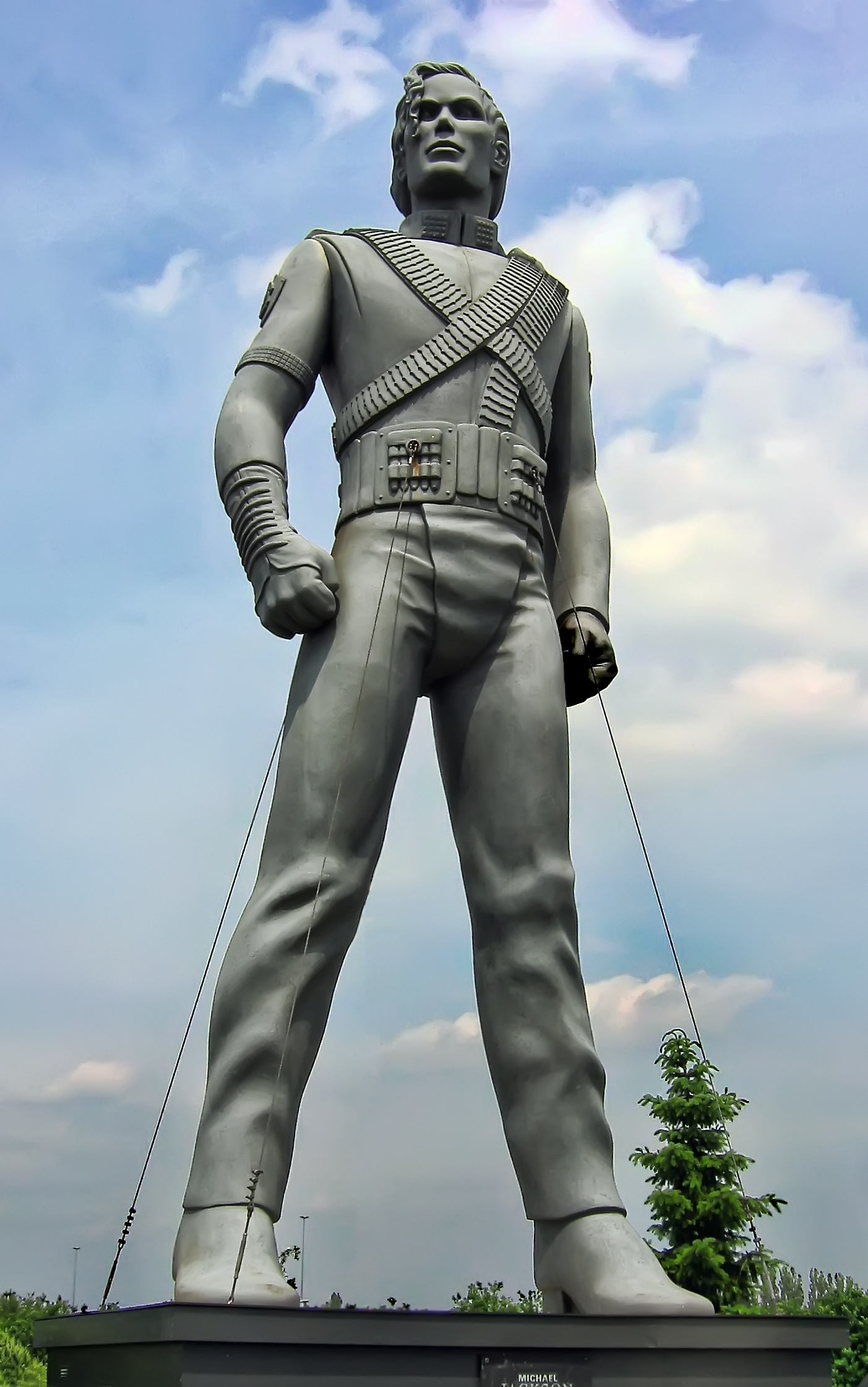
Celosvětové turné HIStory (1996–1997) doprovázela velkolepá Jacksonova socha. Stála i v Praze na Letné, kde Jackson zahajoval koncertní šňůru.

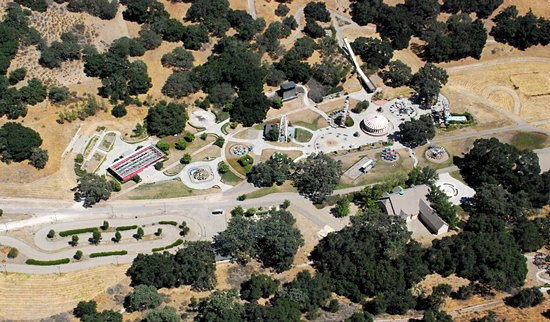
Pohled na Jacksonův ranč Neverland

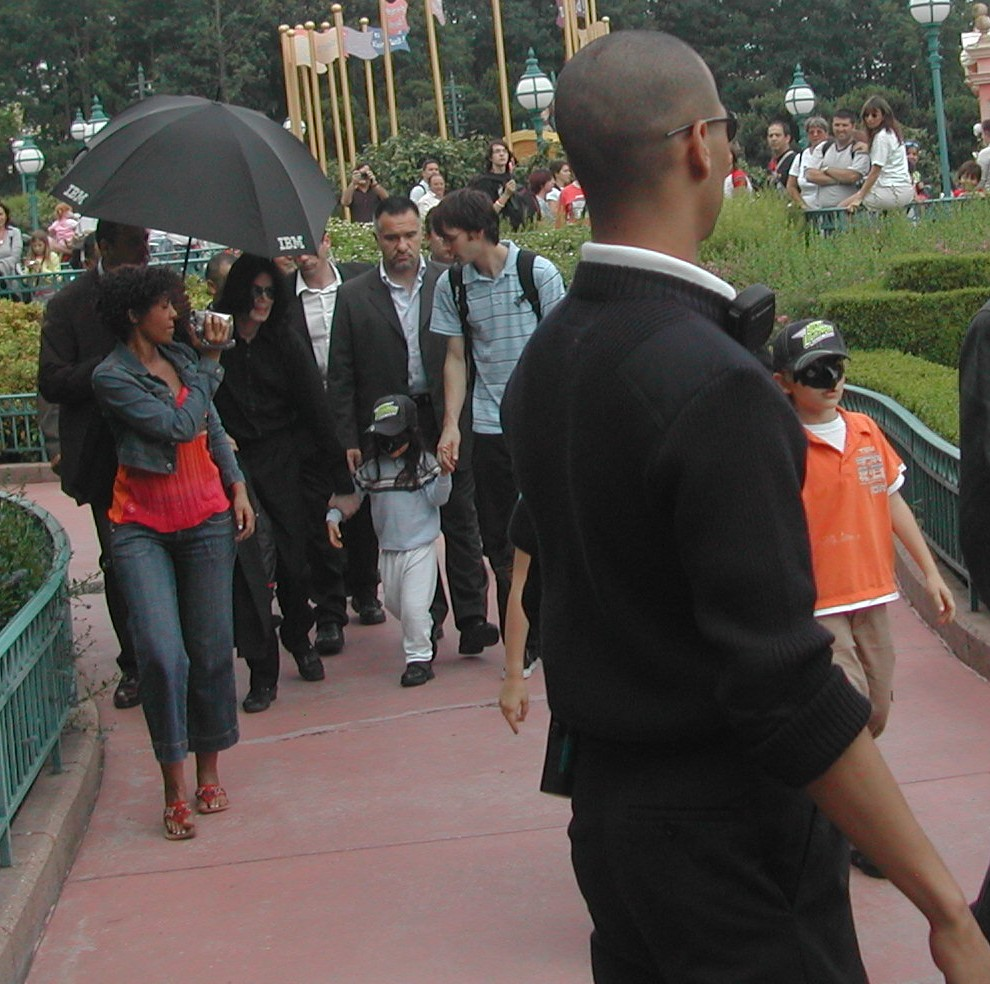
Michael Jackson s dětmi v Disneylandu, Paříž, 2006 (Prince Michael (I) vpravo, Prince Michael II vlevo)

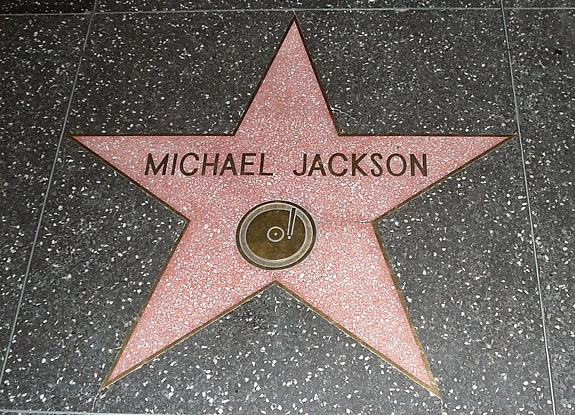
Hvězda Michaela Jacksona na Hollywoodském chodníku slávy

### Barva kůže
Jackson byl sice afroamerického původu, jeho kůže ale postupně získávala světlejší odstín. Tato skutečnost byla vyvolána kožním onemocněním zvaném vitiligo. Jedná se o relativně neznámé kožní onemocnění, při kterém dochází k výpadkům pigmentu. Podle biografie J. Randyho Taraborrelliho bylo Jacksonovi vitiligo diagnostikováno roku 1986. Tyto informace potvrdil i Jacksonův osobní dermatolog dr. Arnold Klein v pořadu Larry King Live na americké stanici CNN. Jackson kryl příznaky zpočátku tmavým make-upem, s postupným rozvojem choroby ale začal používat make-up světlý a údajně i speciální přípravky na zestejnění zbývajících tmavých skvrn. Nechal si vytvořit tmavé tetování dokreslující obočí a drobné růžové tetování u rtů. Veřejnost o svém onemocnění poprvé informoval v roce 1993 v rozhovoru s Oprah Winfreyovou, ve kterém mimo jiné uvedl, že rozvoj vitiliga byl geneticky podmíněn z otcovy strany rodiny, což později potvrdily i Jacksonovy sestry Janet a La Toya. V listopadu 2009 La Toya sdělila, že pigmentovou poruchu zdědil i Jacksonův starší syn Prince Michael (I), který má skvrny patrné v oblasti rukou a krku. Pitevní zpráva Michaela Jacksona uvádí, že měl na těle, hlavně pak na hrudi, břichu, obličeji a pažích v době úmrtí světlé skvrny svědčící o tom, že vitiligem skutečně trpěl.

### Plastické operace
První plastickou operaci Jackson podstoupil v roce 1979, když si zlomil nos při taneční zkoušce. Nos si nechal opět upravit v roce 1984 po ošetření popálenin z pyrotechnické nehody, která se přihodila při natáčení reklamního videoklipu (viz Spolupráce s Pepsi). V dokumentu britského novináře Martina Bashira Living with Michael Jackson (2003) (viz Dokumenty) se Jackson svěřuje, že v mládí byl jeho vzhled, např. tvar nosu, terčem zvláště otcových zraňujících narážek nebo si potrpěl na akné. Někteří psychologové se domnívají, že Jackson trpěl dysmorfofobií, psychickým stavem, kdy se trpící obává přijetí svého vzhledu okolím. Přes spekulace médií se nikdy nepotvrdilo, že by Michael podstoupil jinou plastickou operaci, než operaci nosu. Sám Jackson v dokumentu Living with Michael Jackson říká, že podstoupil pouze plastické operace nosu. Na otázku zda nepodstoupil operaci lícních kostí odpověděl: „Tyto lícní kosti? Ne. Můj otec má úplně stejné. Máme indiánskou krev.“

### Zdravotní problémy
V roce 1986 byla Jacksonovi diagnostikována dvě onemocnění: postupně ustupující autoimunitní onemocnění lupus a rozšiřující se vitiligo, které způsobuje ztrátu pigmentu (viz Barva kůže). V posledních letech Jacksonova života se množily bulvární zprávy o jeho údajném chatrném zdraví, které byly buď dementovány nebo zůstaly nepotvrzeny. Popíraly je nebo jejich předimenzovanou prezentaci snižovaly i samotné Jacksonovy veřejné výstupy (viz Pitva).

### Soudy

#### 1993–1994
V létě 1993 byl Jackson nařčen zubařem Evanem Chandlerem z údajného zneužívání jeho třináctiletého syna Jordana. Požadavek soudního řízení byl stáhnut poté, co Jacksonova pojistka v lednu 1994 pokryla finanční vyrovnání částkou 22 milionů dolarů. Tato strategie byla Jacksonovi doporučena z prostého důvodu — datum civilního procesu byl nastaven tak, aby předcházel kriminálnímu procesu. Pokud by se tak stalo, obžaloba by během civilního procesu získala poznatky o strategii Jacksonovy obhajoby, což by proti Jacksonovi bylo následně použito v procesu kriminálním. Jacksonovi právníci na toto nespravedlivé zacházení před zahájením soudního řízení několikrát upozorňovali, nebylo jim avšak vyhověno. Jediným východiskem bylo tedy přistoupení na vyrovnání (v civilním procesu), ke kterému nakonec došlo. Jelikož se jednalo o proces civilní, vyrovnání bylo uhrazeno z Jacksonovy pojistky, a ne z „jeho kapsy“, jak je často nesprávně uváděno. Tento případ přispěl také ke změně zákona — civilní soud od té doby nesmí předcházet kriminálnímu soudu.
Co se týče rodiny Chandlerových, Jordan ukončil se svým otcem Evanem jakýkoliv kontakt; traduje se, že je to z důvodu falešného obvinění Jacksona ze sexuálního zneužívání nezletilých chlapců. K pravdivosti těchto domněnek přispívá i skutečnost, že jen pár týdnů po Jacksonově smrti v roce 2009 spáchal zubař Evan Chandler sebevraždu střelbou do hlavy. Jeho syn pobývá pod změněným jménem pravděpodobně na Long Islandu v New Yorku a odmítá se k případu jakkoliv vyjadřovat. Důvodem by mohl být oprávněný strach z možné nucené náhrady nečestně získaných peněz.

#### 2003–2005
Na konci roku 2003 byl Jackson obviněn ze sexuálního obtěžování, tentokrát rodinou třináctiletého chlapce Gavina Arviza. Ten byl veřejnosti znám už z kontroverzního záběru z dříve odvysílaného (v USA 6. února 2003) dokumentu britského novináře Martina Bashira Living with Michael Jackson (2003), kde chlapec pokládá Jacksonovi hlavu na rameno. Jackson v Gavinově přítomnosti otevřeně říká, že s Gavinem stejně jako dalšími dětmi občas spává ve společné ložnici, pokud si to výslovně přejí a jejich rodiče s tím souhlasí – sám jim ale tuto alternativu nenabízí a má pro ně k dispozici pokoje pro hosty. V závěru dokumentu prohlašuje, že ani na sdílení jedné postele s dětmi neshledává nic špatného, neboť se z jeho strany nejedná o nijak sexuálně motivované jednání. Dodává, že takto byli on a jeho sourozenci vychováni a že takto by se měl chovat celý svět, v němž se poslední dobou základní rodinné vazby zásadně zpřetrhávají. Soudní psycholog Dr. Stanley Katz v roce 2003 poznamenal, že Jacksona nelze kvalifikovat jako pedofila, nýbrž člověka, který pouze zažívá návrat do ztraceného dětství, čemuž víceméně odpovídá jeho duševní rozpoložení a chování. Během dvou let mezi obviněním a soudem se Jackson údajně stal závislý na uklidňujícím léku Demerolu a výrazně ztratil na váze. Proces s názvem The People of the State of California v. Michael Joseph Jackson, v němž Jackson čelil obvinění Arviza a jeho sourozenců ze sexuálního obtěžování, začal v únoru roku 2005 a Jacksonovi v něm hrozilo až 20 let vězení. Dne 13. června téhož roku jej porota vrchního soudu státu Kalifornie shledala nevinným ve všech deseti bodech obžaloby. Vyšetřování a soud trval 574 dnů. Po ukončení procesu se Jackson uchýlil do Bahrajnu.
I přestože se obvinění ze sexuálního zneužívání dětí ukázala jako falešná, Jacksonova reputace byla kvůli neutuchajícím mediálním spekulacím u části veřejnosti poškozena.

### Manželství a otcovství
Michael Jackson byl dvakrát ženatý. První manželkou se stala zpěvačka Lisa Marie Presleyová, dcera Elvise Presleyho, s níž se Jackson seznámil už v roce 1975. Svatba se konala v květnu 1994 v Dominikánské republice a ještě dva měsíce poté byla událost držena v tajnosti. Pár musel čelit mediálním spekulacím, že se oddal pouze za účelem napravení Jacksonovy reputace, která byla poškozena proběhlým soudním řízením (viz Soudy). Manželé se odloučili v prosinci 1995 a rozvedli v srpnu 1996, poté zůstali přáteli.
Podruhé se Jackson oženil 14. listopadu 1996 (bez příprav ve svém hotelovém pokoji) se zdravotní sestrou Deborah Jeanne Rowe (známou jako Debbie Rowe), která mu porodila 2 děti: Prince Michaela Jacksona (nar. 1997) a Paris Jacksonovou (nar. 1998). Krátce po umělcově smrti se v tisku objevily zprávy, podle nichž Rowe přiznala, že Jackson není jejich biologickým otcem – tato zpráva však byla později dementována (rozhovor byl falešný). Manželé žili odděleně a rozvedli se po necelých třech letech (1999) s tím, že Rowe přenechala Jacksonovi plné právo na opatrovnictví obou dětí.
Totožnost náhradní matky nejmladšího dítěte – Prince Michaela Jacksona II, zvaného „Blanket“ (nar. 2002) – je neznámá.
Přestože bulvární média dodnes spekulují o věrohodnosti Jacksonova otcovství kvůli odstínu pleti potomků, která je světlejší než Jacksonova původní barva kůže (viz Barva kůže), ukazuje se, že Prince Jackson údajně vykazuje známky choroby vitiliga jako jeho otec, což v roce 2009 uvedla Jacksonova sestra La Toya, vyvracejíc tak v tomto případě pochyby o Jacksonově otcovství.

### Smrt
Zemřel 25. června 2009 v oblasti Los Angeles v Kalifornii na srdeční selhání.
Centrála rychlé zdravotní pomoci 911 přijala ze zpěvákova pronajatého sídla v 100 North Carolwood Drive v Holmby Hills telefonát ve 12:21 místního času. Volající žádal o pomoc pro člověka v bezvědomí, kterého se přítomný osobní lékař pokoušel neúspěšně resuscitovat. Když do domu o tři minuty později dorazili zdravotníci, zpěvák nedýchal a byla mu zjištěna srdeční zástava. Resuscitace pokračovala během převozu a více než hodinu po příjezdu do Ronald Reagan UCLA Medical Center ve 13:14 (20:14 UTC, tj. 22:14 SELČ). Po neúspěšných pokusech o oživení byl Jackson prohlášen ve 14:26 místního času (21:26 UTC, tj. 23:26 SELČ) za mrtvého.
Za příčinu náhlého úmrtí byla určena akutní otrava silným sedativem propofolem, které Jacksonovi od května 2009 podával proti chronické nespavosti osobní lékař. Za Jacksonovu smrt, která byla po dlouhé době prohlášena koronerem za vraždu, je zodpovědný Jacksonův osobní lékař – kardiolog Conrad Murray. Ten byl 8. února roku 2010 v Los Angeles obviněn z neúmyslného zabití, ale propuštěn na kauci (75 000 dolarů = 1,85 milionu korun) – s omezením lékařské praxe a zabavením pasu. V dubnu Conrad Murray stanul před soudem, ve kterém mu hrozily až čtyři roky vězení. Dne 7. listopadu 2011 pak byl v procesu Conrad Robert Murray vs. lid státu Kalifornie jednohlasně všemi členy poroty uznán vinným z neúmyslného zabití svého pacienta Michaela Jacksona a následně odsouzen ke čtyřem letům vězení. Z vězení byl propuštěn po necelých dvou letech, 28. října 2013.

### Pitva
Po Jacksonově smrti se objevily v bulvárních médiích zprávy o údajných „šokujících výsledcích pitvy“ umělce, ty však byly vzápětí popřeny. Začátkem října podala BBC informace o závěru pitvy, podle níž měl Jackson silné srdce, jeho tělesná váha odpovídala výšce postavy a ačkoli mu byla zjištěna artritida a chronický zánět plic, byl to celkem zdravý padesátiletý muž.

## Vyznamenání
- Důstojník Národního řádu za zásluhy – Gabon, 1992[38]

V roce 1992, při návštěvě Gabonu, se Michael Jackson stal prvním a zároveň jediným interpretem, který kdy dostal Národní řád za zásluhy od prezidenta Omara Bonga.

## Diskografie
- 1972: Got to Be There
- 1972: Ben
- 1973: Music & Me
- 1975: Forever, Michael
- 1979: Off the Wall
- 1982: Thriller
- 1987: Bad
- 1991: Dangerous
- 1995: HIStory: Past, Present and Future, Book I
- 2001: Invincible

## Turné
- 1987–1989: Bad World Tour
- 1992–1993: Dangerous World Tour
- 1996–1997: HIStory World Tour
- 1999: MJ & Friends
- 2009: This Is It (neuskutečněno kvůli jeho úmrtí)

## Filmy
- 1974: Free to Be… You & Me
- 1976: Bugsy Malone
- 1978: Čaroděj (na motivy knihy Čaroděj ze země Oz)
- 1981: Diana
- 1985: Other Lover
- 1986: Kapitán EO
- 1988: Moonwalker
- 2002: Muži v černém 2 (cameo)
- 2004: Miss trosečnice (cameo)

## Krátké hudební filmy
- 1979: Don't Stop 'Til You Get Enough
- 1979: Rock with You
- 1980: She's Out of My Life
- 1983: Billie Jean
- 1983: Beat It
- 1983: Say Say Say – s Paulem McCartneym
- 1983: Thriller
- 1985: We Are the World – jako součást skupiny USA For Africa
- 1987: Bad
- 1987: I Just Can't Stop Loving You
- 1987: The Way You Make Me Feel
- 1987: Speed Demon
- 1988: Dirty Diana
- 1988: Man in the Mirror
- 1988: Another Part of Me
- 1988: Smooth Criminal
- 1988: Come Together – coververze skladby od Beatles
- 1989: Leave Me Alone
- 1989: Liberian Girl
- 1991: Black or White
- 1992: Remember the Time
- 1992: Heal the World
- 1992: In the Closet
- 1992: Who Is It
- 1996: Why (společně s 3T)
- 1996: I Need You (společně s 3T)
- 1992: Jam – s Michaelem Jordanem
- 1992: Whatzupwitu – s Eddiem Murphym
- 1993: Give in to Me
- 1993: Will You Be There
- 1993: Gone Too Soon – pocta pro Ryana Whitea
- 1995: Scream – se svou sestrou Janet Jacksonovou
- 1995: Childhood
- 1995: You Are Not Alone
- 1995: Earth Song
- 1996: They Don't Care About Us (verze z věznice)
- 1996: They Don't Care About Us (verze z Brazílie)
- 1996: Stranger in Moscow
- 1997: Blood on the Dance Floor
- 1997: Michael Jackson's Ghosts – film k písním 2 Bad, Is It Scary a Ghosts
- 2001: You Rock My World
- 2001: Cry
- 2001: What More Can I Give – Michael Jackson & The All stars, charitativní píseň na pomoc obětem 11. září
- 2003: One More Chance

## Dokumenty
- 1983: The Making of Michael Jackson's Thriller – revoluční VHS projekt s krátkým hudebním filmem Thriller a dokument přibližující pozadí natáčení
- 1988: The Legend Continues
- 1992: The American Dream – dokument o rodině Jacksonů
- 2004: The One
- 2002–2003: Living with Michael Jackson (dokument britského novináře Martina Bashira)
- 2003: Living with Michael Jackson, Take Two: The Footage You Were Never Meant to See (reakce na dokument Martina Bashira, který Jackson považoval za manipulativně zpracovaný; je zde také zahrnut materiál, který Bashir ve svém dokumentu o Jacksonovi vypustil; uvádí Maury Povich)
- 2009: Michael Jackson's This Is It (režie: Kenny Ortega)
- 2009: Michael Jackson: Life of an Icon
- 2012: Michael Jackson: BAD 25 (dokument mapující období vydání alba BAD, režie: Spike Lee)
- 2016: Michael Jackson's Journey from Motown to Off the Wall
- 2019: Lies of Leaving Neverland (režie: Mark Hostetler)
- 2019: Michael Jackson: Chase the Truth (režie: Jordan Hill)
- 2019: Square One: Michael Jackson (režie: Danny Wu)